# Defiance – Für meine Brüder, die niemals aufgaben
Defiance – Für meine Brüder, die niemals aufgaben, auch Unbeugsam – Defiance, englischer Originaltitel: Defiance, ist ein Kriegsfilm von Edward Zwick aus dem Jahr 2008. Er spielt in den östlichen Regionen des von Deutschland besetzten Polen (heute Belarus) während des Zweiten Weltkriegs. Der Film ist eine Adaption des Buchs Defiance: The Bielski Partisans von Nechama Tec, das auf der Geschichte der Bielski-Partisanen beruht. Tecs Buch beschreibt, wie die polnischen Juden zusammenkommen, um gemeinsam Schutz zu suchen und um sich der deutschen Besetzung ihres Heimatlandes zu widersetzen.
Daniel Craig, Liev Schreiber, Jamie Bell und George MacKay spielen vier jüdische Brüder aus Polen, die der Verfolgung durch die Nazis zu entfliehen versuchen und diese angreifen, um weitere Juden zu retten. Die Dreharbeiten begannen Anfang September 2007. Der Film wurde erstmals (nur eingeschränkt) in den USA am 31. Dezember 2008 gezeigt und hatte seinen internationalen Start am 9. Januar 2009. In Deutschland startete der Film am 23. April 2009.

## Handlung
Die Filmhandlung ist als „eine wahre Geschichte“ an das Schicksal der Bielski-Partisanen angelehnt, welches der Film in einem etwa anderthalb Jahre umfassenden Zeitausschnitt wiedergibt. Im Juli 1941 rücken deutsche Truppen in den seit 1939 sowjetisch besetzten Teil Polens (heute Belarus) vor. Der Massenmord an den osteuropäischen Juden beginnt. Die vier Bielski-Brüder Tuvia, Zus, Asael und Aron entkommen den örtlichen Polizisten, die unter dem Befehl der Besatzungstruppen ihre Eltern ermordet haben. Sie fliehen in die Wälder und schwören, ihre Eltern zu rächen.
In den Wäldern übernehmen die Brüder Schutz und Führung einer Flüchtlingsgruppe, die im Laufe des folgenden Jahres weiter anwächst. Sie rauben für Essen und Versorgung umliegende Bauernhöfe aus und verlegen ihre Lager, wenn die Entdeckung droht. Tuvia tötet zwei örtliche Polizeichefs, die für den Tod seiner Eltern verantwortlich sind, und ruft dazu auf, deutsche Besatzungssoldaten und ihre Helfer anzugreifen. Angesichts der eigenen Verluste wendet sich Tuvia aber von einem solchen Vorgehen wieder ab, um die jüdischen Flüchtlinge nicht zusätzlich zu gefährden. Im Streit um das weitere Vorgehen verlässt der zweite Bruder Zus bei Wintereinbruch die jüdische Gruppe und schließt sich sowjetischen Partisanen an. Dort erfährt er allerdings auch Antisemitismus. Beide Gruppen vereinbaren, dass die Juden die Partisanen mit Lebensmitteln und die Partisanen die Juden mit Waffenhilfe unterstützen.
Nach einem Winter voller Krankheiten und Hunger greifen deutsche Einheiten das Waldlager mit Sturzkampfflugzeugen an. Als die Partisanen entgegen der früheren Abmachung ihr Lager räumen, halten einige Juden unter Asaels Führung die deutschen Truppen auf, während die Versteckten fliehen. Nur einige wenige überleben und schließen sich der Gruppe wieder an. Als diese im Sumpfland erneut angegriffen wird, rettet sie unverhofft ein Partisanenangriff aus dem Hinterhalt: Zus hat sich, vom sowjetischen Antisemitismus enttäuscht, mit einigen Kameraden entschlossen, sich für die Verfolgten einzusetzen. Am Schluss des Films fliehen die Überlebenden wieder in die Wälder.
Im Abspann des Films wird vom Überleben der schließlich etwa 1200 Flüchtlinge in den weiten Wäldern Ostpolens berichtet, und es werden Bilder der Bielski-Brüder gezeigt, darunter Tuvia Bielski in polnischer Uniform. Asael fiel bei der Schlacht um Königsberg, Tuvia, Aron und Zus überlebten und wanderten nach Amerika aus.

## Kritiken
Die Filmzeitschrift Cinema schrieb, der Film sei der „erste Action-Holocaustfilm“, bei dem man spüre, wie ernst und gewissenhaft der Regisseur das Thema anginge. Zwick setze den Bielski-Brüdern ein würdiges Denkmal.
In der Süddeutschen Zeitung vom 23. April 2009 wurde der Film ebenfalls positiv bewertet. Josef Grübel meinte, das große Plus des Films sei die angenehm pathosarme Inszenierung, die komplexen Charaktere und dass die Darsteller nicht heroisiert würden.
Christian Buß von Spiegel Online zeigte sich hingegen von dem Film nicht sehr begeistert. Daniel Craig verkörpere seine Figur „schluderig und scheußlich eindimensional“ und, wie es sich für das Handlungsdiktat des klassischen Actionschockers gehöre, bezwingt der Kraftprotz in dem Film die Übermacht. Außerdem schrieb Buß, Defiance halte sich nicht an die historischen Vorgaben und „die nassforsche Naivität, mit der hier der Genozid als Hintergrund für ein männliches Selbstbehauptungsdrama funktionalisiert“ werde, trage dazu bei, dass der Film zu einem äußerst zweifelhaften Vergnügen werde.
Der Film stieß insbesondere in Polen auf Kritik, da die Rolle der Bielski-Brüder zu einseitig und zu fern von der historischen Realität dargestellt werde. Beispielsweise wurde den Bielski-Partisanen eine Beteiligung am Massaker von Naliboki am 8. Mai 1943, bei dem 128 polnische Zivilisten durch sowjetische Partisanen getötet wurden, unterstellt. Diese Beteiligung konnte jedoch im Laufe der Ermittlungen des polnischen Institutes für Nationales Gedenken weder bestätigt noch ausgeschlossen werden. Ebenso fehle, so die polnische Presse, eine Auseinandersetzung mit der Rolle der Bielskis bei der Besetzung Ostpolens durch die Sowjetunion. Sie hätten als sowjetische Kommissare gedient und ihre Partisanentruppe habe sowjetischem Befehl unterstanden. Den Bielski-Partisanen wurde vorgeworfen, die Dörfer der Region ausgeplündert und dabei jeden Widerstand der Bauern brachial gebrochen zu haben.

## Auszeichnungen
Am 22. Januar 2009 wurde der Film für einen Oscar in der Kategorie Beste Filmmusik nominiert. Außerdem war er für den Golden Globe Award – Beste Filmmusik 2008 nominiert.